# Úštěk
Úštěk är en stad i Tjeckien.   Den ligger i regionen Ústí nad Labem, i den nordvästra delen av landet, 60 km norr om huvudstaden Prag. Úštěk ligger 247 meter över havet och antalet invånare är 2 664.
Terrängen runt Úštěk är platt åt sydost, men åt nordväst är den kuperad.Runt Úštěk är det ganska glesbefolkat, med 35 invånare per kvadratkilometer. Närmaste större samhälle är Česká Lípa, 17,7 km nordost om Úštěk. Trakten runt Úštěk består till största delen av jordbruksmark.